# ゲヘナ (バンド)
ゲヘナ（Gehenna）は、ノルウェーのブラックメタル・バンド。

## バイオグラフィ
ゲヘナは1993年1月にオリジナルメンバーのサンラブ、ドルガー、サー・ヴェレダによって結成された。最初のデモ『Black Seared Heart』の後、サー・ヴェレダは法的な問題によりバンドを脱退し、ダージ・レップが代わりに加入しました。この頃、バンドはスヴァルタルフをベーシストとして迎え入れた。
1994年、ネクロマンティック・ギャラリー・プロダクションズはゲヘナの最初の7インチEP『Ancestor of the Darkly Sky』をリリースし、バンドはノー・ファッション・レコードと契約を交わし、その後契約を解除した。1994年1月、彼らはフルアルバムをレコーディングするためにスタジオに入ったが、それは「NFRの資金不足によりキャンセルされた」。このスタジオセッションから未完成曲3曲が、Holycaust Recordsから再発されたBlack Seared Heartデモに収録されている。彼らは「伝説のZonenコンサートで演奏し、それが今やカルト的人気を誇るノルウェーのブラックメタルドキュメンタリー『Det Svarte Alvor』への出演につながった」と語っている。1994年、ゲヘナはサルカナと合流し、オスロのルサ・ロッテス・メタル・パブで開催されたフェスティバルでダーク・フューネラル、ゴルゴロス、ディセクション、エンスレイヴドらとともに演奏した。彼らはHead Not FoundとCacophonous Recordsの両社と契約し、前者はFirst Spell EPをリリースし、後者は1995年に最初のフルアルバム『Seen Through the Veils of Darkness』をリリースした。このレコードにはアークチュラスのGarmとウルヴェルがゲスト出演し、Vinterriketという曲でボーカルを務めている。
1996年、ゲヘナはセカンド・アルバム『Malice』をリリースし、スヴァルタルフがバンドを脱退した。後任はノクティファーだったが、すぐにE.N.デスに交代した。バンドはアンダー・ザ・ブラック・サン・フェスティバルに出演し、マーダックやミスティカムと共にヨーロッパ・ツアーを行った。
1997年、サルカナとダージ・レップがバンドを脱退し、ダミアンとブロッドが後任となった。ゲヘナはムーンフォッグ・プロダクションズと契約し、EP『Deadlights』とアルバム『Adimiron Black』（タイトル曲と「Eater of the Dead」でサルカナがフィーチャーされている）を1998年にリリースした。ダミアンは1998年にバンドを脱退。彼らはオスロでドドハイムスガルドとゴルゴロスと共演した。
2000年、ゲヘナはアルバム『Murder』をリリースし、メキシコシティで記憶に残るライブを行った。E.N.デスがバンドを脱退し、ネクロが加入後に脱退、アモクとキネがゲヘナに加入、ブラッドが脱退しS.ウィンターが代わりに加入した。
バンドは2002年7月に次のアルバムをレコーディングする予定だったが、実際のレコーディングはドルガーがゲヘナに復帰した後の2004年に行われた。アルバム『WW』は2005年にリリースされ、フロストがゲスト参加した。ゲヘナはBy:larm Stavanger、Zone Trondheim、Inferno Metal Festival、Codevilla、Thunder Road（ミラノ）に出演した。S.ウィンターとカインはバンドを脱退した。
2006年、ゲヘナはANPレコードと契約。ダージ・レップがライブセッションメンバーとして復帰し、Martinもライブセッションメンバーとして参加した。彼らはサンネスのTributeでThundraと共演した。2007年、ANPレコードとの以前の契約が解消され、Dirge Repが再びフルタイムメンバーとなった。バンドはスタヴァンゲルのFolkenでメイヘムと共演し、ニューアルバムの制作を計画していた。2008年、ゲヘナはノルウェーを拠点とするIndie Recordingsと契約したことを発表した。2009年、SkinndødがAmokに代わりゲヘナのギタリストとなった。
2012年、ドイツのヴァッケン・オープン・エア・フェスティバルでの公演後、Dirge Repは再びバンドを脱退し、すぐにSlaktarenが代わりに加入した。
インディ・レコーディングスとの契約から5年後の2013年、ゲヘナはついにニューアルバム『Unravel』をレコーディングし、リリースした。これはスキンンドッドとスラクタレンにとってゲヘナ初のレコーディングであり、バンドにとってサンラブが唯一のリードボーカルを務めた初のアルバムとなった。
アルバムが完成した後、ドルガーは脱退し、代わりにバイティングが加入し、その後はサンラブがボーカルを担当した。

## メンバー

### 現在のラインナップ
- ドルガー (Dolgar) – ボーカル（1993–2012、2024–現在）、リズムギター（1993–2000、2024–現在）、ベース（2000–2013）
- サンラブ (Sanrabb) - リードギター、ボーカル（1993–現在）
- スヴァルタルフ (Svartalv) – ベース (1993–1996、2024–現在)
- ダージ・レップ (Dirge Rep) – ドラムス（1993年～1997年、2006年～2012年、2024年–現在）
- サルカナ (Sarcana) – キーボード（1993–1997、2024–現在）

### 過去のラインナップ
- E.N. デス (E.N. Death) – ベース (1996–2000)
- ブラッド (Blod) – ドラムス（1998年 - 2001年、2018年死去）
- ダミアン (Damien) – キーボード (1998–1999)
- アモク (Amok)– リズムギター (2000–2008)
- カイン・ハルト (Kine Hult)  – キーボード (2000–2005)
- S. ウィンター (S. Winter) – ドラム (2001–2005)
- Skinndød – リズムギター (2009–2024)
- Slátrarinn – ドラムス (2012–2024)
- バイティング (Byting) – ベース (2013–2024)

### セッションメンバー
- サー・ヴェレダ (Sir Vereda – ドラムス (1993)
- ノクティファー (Noctifer) – ベース (1996)

## ディスコグラフィ

### デモ
- Black Seared Heart - ネクロマンティック・ギャラリー・プロダクションズ (1993)
- Black Seared Heart (Re-Release of BSH Demo, with bonus tracks) - Holycaust Records (1996)

### EP
- Ancestor of the Darkly Sky (1993)
- Deadlights – ムーンフォッグ・プロダクションズ (1998)

### スタジオ・アルバム
- First Spell – ヘッド・ノット・ファウンド (1994)
- Seen Through the Veils of Darkness (The Second Spell) – カコフォナス (1995)
- Malice (Our Third Spell) – カコフォナス (1996)
- Adimiron Black – ムーンフォッグ・プロダクションズ (1998)
- Murder – ムーンフォッグ・プロダクションズ (2000)
- WW – ムーンフォッグ・プロダクションズ (2005)
- Unravel – インディー・レコーディングス (2013)

### コンピレーション・アルバム
- "Transilvanian Hunger" on Darkthrone Holy Darkthrone –  ムーンフォッグ・プロダクションズ (1998)
- "Crucified One" on Moonfog 2000 – A Different Perspective – ムーンフォッグ・プロダクションズ (2000)
- "Cursed in Eternity" on Originators of the Northern Darkness – A Tribute to Mayhem – アヴァンギャルド・ミュージック (2001)